# Musée des Arts et Traditions populaires de Monastir
Le musée des Arts et Traditions populaires de Monastir est un musée situé à Monastir en Tunisie.

## Bâtiment
Le musée, inauguré en 1985, occupe un bâtiment en face de la mosquée Bourguiba.

## Collections
Les collections du musée s'articulent autour de l'artisanat du tissage, notamment celui de la soie et des matériaux précieux que sont l'or et l'argent. Une place particulière est accordée au costume traditionnel, féminin en particulier. Une salle du musée est dédiée au mariage traditionnel.